# Naftali Feder
Naftali Feder (ur. 4 stycznia 1920 w Olkuszu, zm. 11 listopada 2009 w Izraelu) – izraelski polityk, członek Knesetu z ramienia Koalicji Pracy.
Po wybuchu II wojny światowej przedostał się na wschód i walczył w szeregach Armii Czerwonej. Po zakończeniu wojny wstąpił do Ha-Szomer Ha-Cair, był redaktorem żydowskiej gazety wydawanej w języku niemieckim. W 1949 emigrował do Izraela, gdzie został sekretarzem rady miasta Neszer, a następnie był skarbnikiem rady miasta Beer Szewa. Od 1963 do 1965 był emisariuszem Agencji Żydowskiej w Brazylii, a od 1968 do 1976 był sekretarzem w partii Mapam. W 1977 Partia Pracy i Mapam zawarły sojusz wyborczy, w wyniku którego Naftali Feder został wybrany do Knesetu z listy wyborczej Koalicji Pracy, gdzie zasiadał dwie kadencje. W 1984 również startował, ale nie został wybrany. Pracował w UNRWA (Agencja Narodów Zjednoczonych dla Pomocy Uchodźcom Palestyńskim na Bliskim Wschodzie), gdzie przewodniczył departamentowi ds. dzieci-uchodźców.